# Master of Public Administration
Master of Public Administration (ve zkratce MPA, či M.P.A.) je studium určené zejména pro manažery v oblasti veřejné správy a nestátních neziskových organizací (NGO). Podmínkou studia je předchozí získání vysokoškolského vzdělání.

## Charakteristika
MPA představuje variantu studia Master of Business Administration (MBA, či M.B.A.), uplatňovaného v soukromé sféře, zohledňující specifika veřejné správy v tom nejširším slova smyslu. Pro bakalářskou úroveň též existuje v této oblasti, tedy v oblasti veřejné správy, program Bachelor of Public Administration (B.P.A., či BPA – tedy určitá obdoba Bachelor of Business Administration, ve zkratce B.B.A., či BBA). Jde o ucelený vzdělávací systém pro vedoucí úředníky místních samospráv i státní správy, pro ředitele a další manažery příspěvkových organizací a organizačních složek, pro velící pracovníky policie a dalších složek Integrovaného záchranného systému, stejně jako pro manažery neziskových organizací. Titul, resp. program, MPA je obecně celosvětově uznáván (je znám); pokud tomu odpovídá náplň, může být event. též uznán, tzv. nostrifikován.

## Studium v ČR
V České republice studium MPA nabízí Právnická fakulta Masarykovy univerzity, soukromá CEVRO Univerzita, Institut pro veřejnou správu Praha, společnost Ústav práva a právní vědy, Správní institut v Jablonci nad Nisou a Evropská akademie vzdělávání v Praze. Zprostředkovatelem studia je Vysoká škola finanční a správní.